# NGC 2786
NGC 2786 (również PGC 26008 lub UGC 4861) – galaktyka spiralna (Sa?), znajdująca się w gwiazdozbiorze Raka. Odkrył ją Albert Marth 5 kwietnia 1864 roku.